# T-90
Il T-90 Vladimir (in cirillico: T-90 Владимир)  è un carro armato da combattimento di 3ª generazione, evoluzione del T-72B, sviluppato dalla Uralvagonzavod per soddisfare le necessità difensive delle forze armate russe con le quali presta servizio ininterrottamente dal 1993. Inizialmente denominato T-72BU o, alternativamente, Objekt 188, per non comprometterne il potenziale commerciale si decise di cambiarne il codice di designazione in T-90 a seguito delle prestazioni tutt'altro che brillanti offerte dai T-72 del Kuwait e dell'Iraq nel corso della prima guerra del Golfo.
Primatista mondiale di vendite dal 2001 al 2010, complice il mastodontico ordine avanzato dal Ministero della difesa indiano, il T-90 ha ricevuto il battesimo del fuoco nel corso della seconda guerra cecena del 1999 ed è stato impiegato attivamente nel corso della guerra civile siriana dall'esercito regolare di Damasco.
In servizio presso numerose forze armate delle regioni asiatiche e medio-orientali, a seguito della scomparsa di Vladimir Potkin, suo capo progettista, il governo della Federazione Russa ha ufficialmente concesso l'appellativo Vladimir al mezzo.
Negli anni 2010 è stata sviluppata per l'esercito russo una versione profondamente aggiornata chiamata T-90M, anche nota in patria come Proryv-3, dotata degli stessi sistemi di puntamento, cannone e corazza reattiva del T-14 Armata. Tale versione è entrata in servizio nell'aprile 2020 presso la divisione corazzata Taman'.

## Storia
All'inizio degli anni '80, l'ufficio di progettazione UVTZ (Uralvagonzavod) a Nizhny Tagil iniziò a sviluppare nuovi ammodernamenti per il carro T-72. Nel 1985 fu selezionato il T-72B (Oggetto 184), equipaggiato con il sistema di protezione dinamica "Kontakt" ed il sistema d'arma guidato 9K120 "Svir". Tuttavia, la macchina non venne trovata soddisfacente in quanto il T-72, rispetto ad altri carri armati sovietici dello stesso periodo, era dotato di un sistema di controllo del fuoco semplificato 1A40 / 1A40-1 per mantenerne bassi i costi di produzione e semplificare l'addestramento degli equipaggi.
Ciò spinse allo sviluppo di un nuovo carro, denominato internamente "Object 188", dove l'enfasi principale venne posta sull'aumento dell'efficacia in combattimento portando il futuro T-90 al livello del T-80U in termini di efficienza di tiro. Venne pertanto selezionato il sistema di controllo del fuoco Irtysh 1A45, installato in serie sui carri armati T-80U dal 1985, ed un caricatore automatico già in uso sul T-72B.
Nel 1989, il carro armato "Object 188" è entrato in fase di test di stato, in cui dimostrò elevata affidabilità lungo i 14.000 km previsti, percorsi senza incidenti o guasti di rilievo. Di conseguenza, la Commissione di Stato raccomandò il carro Oggetto 188 per l'adozione. Il collasso dell'economia sovietica nel 1991, ritardò l'ingresso in produzione di 3 anni: i primi T-90 uscirono dalla catena di montaggio della Uralvagonzavod solo a novembre 1992. Al 1998, non erano stati prodotti più di 150 carri di serie di cui 107 distribuiti al Distretto Militare dell'Estremo Oriente.
Nel 1999 ha fatto la prima apparizione un nuovo modello di T-90, la versione A, con una nuova torretta.
Nel 2006 si contavano 272 carri T-90 in servizio con l'Esercito russo, inquadrati nella 5ª Divisione corazzata delle guardie del Distretto militare della Siberia e 7 T-90 nella Fanteria di Marina. Nel corso del 2008 60 nuovi T-90 sono stati distribuiti all'Esercito russo.
La versione T-90S è in servizio anche nell'Esercito indiano e la produzione su licenza indiana ha avuto inizio nel 2006-2007. Nel 2001 l'India ha comprato 310 T-90S dalla Russia. I T-90 sono stati fabbricati dalla Uralvagonzavod e i motori dalla Fabbrica di trattori di Čeljabinsk. Il T-90 è stato scelto perché è uno sviluppo diretto del T-72 che l'India già possedeva, quindi per facilitare produzione e addestramento. L'affare siglato tra Russia e India è costato 750 milioni di dollari americani e l'India ha voluto il trasferimento delle tecnologie del T-90 sul proprio territorio. Esiste anche una versione indiana del T-90S, realizzata con l'ausilio russo e francese e chiamata Bhishma.

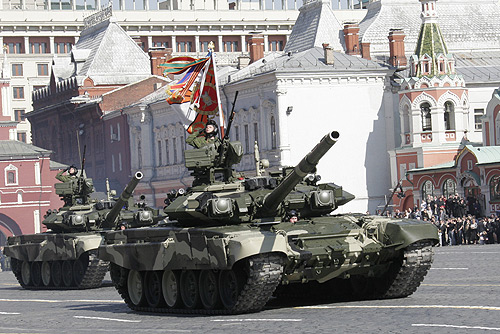
Carri T-90A alla parata per il 64º anniversario della vittoria nella Seconda Guerra Mondiale

Nel 2011 è stata svelata una nuova evoluzione del T-90 creata principalmente per l'export e per ammodernare quelli già presenti tra le file dell'Esercito russo. Il T-90MS (versione export) o T-90AM (versione per l'Esercito russo).
Nel 2020, a seguito del mutamento dei rapporti con l'Occidente nel corso degli anni 2010, è entrato in servizio presso le forze armate russe il T-90M, dotato di nuovi propulsori, armamento, corazza e sistemi digitali impiegati sul carro di quarta generazione T-14 Armata.
Al giugno 2021, risultano consegnati 30 nuovi esemplari del T-90M.

## Armamento
L'armamento principale del T-90 è costituito da un cannone a canna liscia da 125 mm 2A46M-2 stabilizzato su due assi con il sistema 2E42-4 e lungo 48 calibri, cioè 6000 mm. È dotato di un meccanismo di caricamento automatico ed è lo stesso cannone della serie T-72, può essere sostituito senza eliminare la torretta ed è capace di sparare munizioni APFSDS, HE a frammentazione, HEAT-FS e missili controcarro 9K119M Refleks o 9M119M Refleks-M. Il cannone è costruito dalla fabbrica d'artiglieria Motovilicha a Perm, dalla Fabbrica N° 9 a Ekaterinburg e dalla NMZ a Nižnij Novgorod.

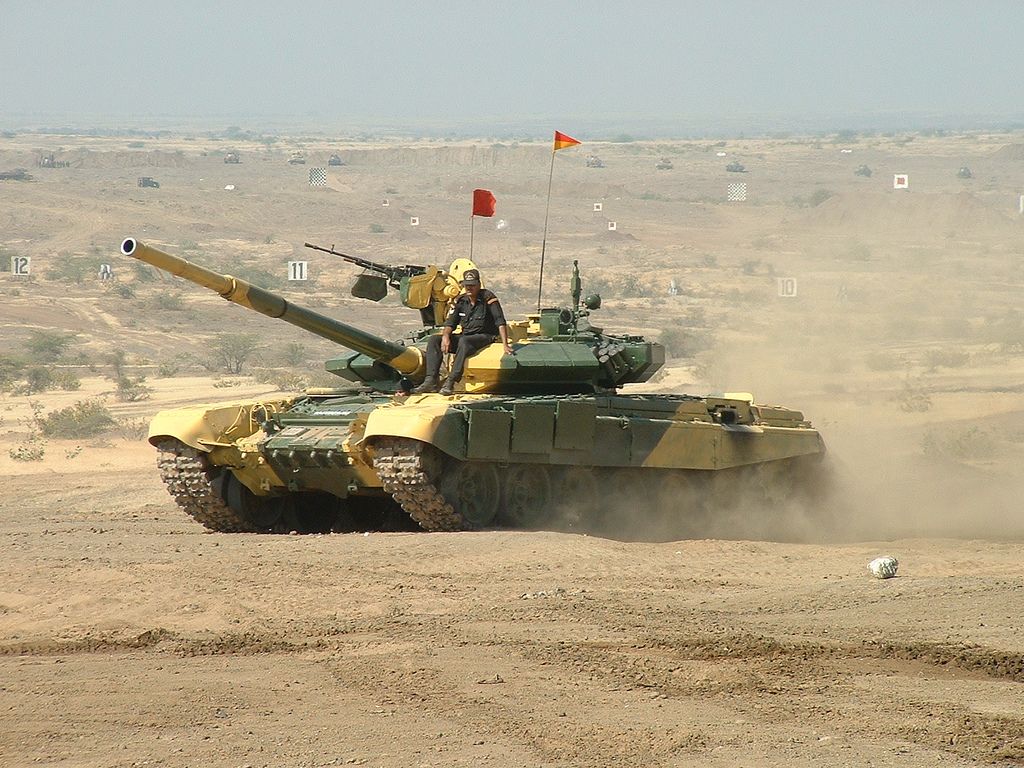
T-90 indiano

La dotazione di munizioni è di 42 colpi, 22 situati nel sistema di caricamento automatico più altri 20 in riserva e sei missili.
I missili sono a guida laser e con una testata HEAT in tandem, in modo da poter superare anche protezioni reattive. Il 9M119M Refleks-M ha un raggio minimo di 75 m e massimo di 5 km, per percorrere i quali impiega circa 14,2 secondi. Può penetrare fino a 950 mm di acciaio omogeneo e può essere utilizzato anche contro velivoli in movimento lento e a bassa quota come gli elicotteri.
Come armamento secondario il T-90 dispone di una mitragliatrice coassiale, una contraerea e di altre armi per la difesa dell'equipaggio. La mitragliatrice coassiale è una PKT o PKTM da 7,62 × 54 mm R con 2000 colpi ripartiti in otto nastri da 250 colpi ciascuno.
La mitragliatrice contraerea è posta sulla cupola del capocarro comandata dall'interno ed è di calibro 12,7 × 108 mm. Il modello di mitragliatrice era una NSVT nei primi modelli del carro, mentre ora si è passati alla Kord. Il munizionamento della mitragliatrice è di 300 colpi divisi in due nastri da 150.
Per la difesa dei membri del carro sono presenti fucili d'assalto AKS-74U, con quindici caricatori da 30 colpi, e dieci bombe a mano F1.

## Protezione

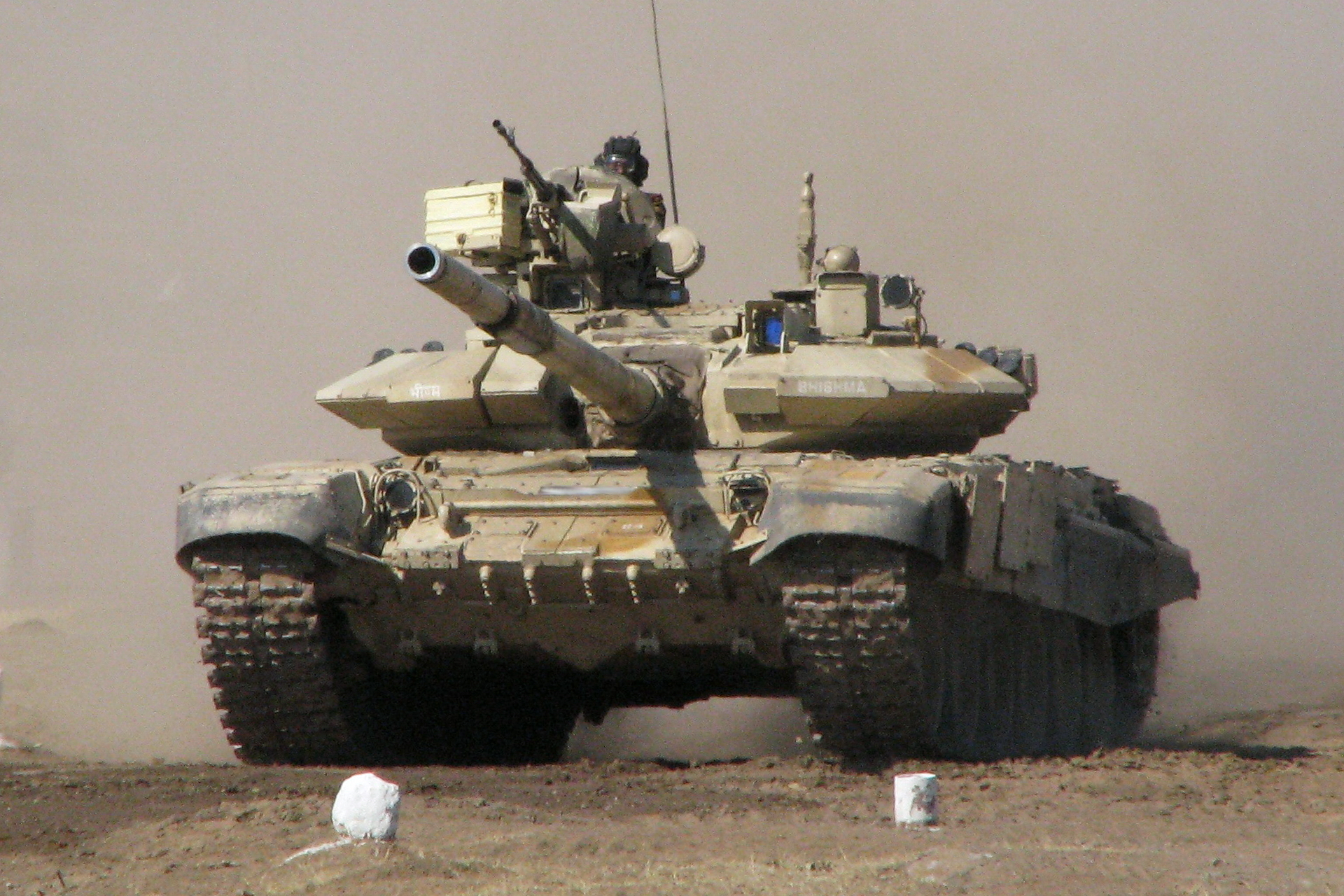
T-90S dell'esercito indiano, privo delle contromisure Shtora-1.

Il T-90 ha, oltre alla normale corazza, anche una protezione contro agenti nucleari, biologici e chimici (NBC).

### Kontakt-5
La corazza reattiva (EDZ, elementy dinamcheskoi zashchity, "elementi di protezione dinamica") di 3ª generazione Kontakt-5 copre tutta la parte frontale e la prima parte delle gonne dei T-90. La torretta del carro si trova centrata in mezzo allo scafo ed è ricoperta da "piastre" di corazza reattiva. Questa corazza dà alla torretta una forma molto poligonale. Le "piastre" di ERA proteggono il carro da molti tipi di proiettili annullando l'effetto delle cariche cave (HEAT), tranne nel caso che queste ultime siano di doppia testata. La corazza reattiva Kontakt-5 funziona efficacemente anche contro proiettili a energia cinetica, uranio impoverito compreso, annullandone completamente l'effetto.
Tuttavia non è adatta ad essere utilizzata quando il carro è circondato da fanti amici, perché l'eventuale esplosione di una piastra causerebbe la morte o il ferimento degli uomini presenti nei dintorni.
La Kontakt-5 aggiunge alla corazza passiva del carro uno spessore equivalente in acciaio omogeneo di:
- 250 mm contro gli APFSDS;
- 600 mm contro gli HEAT.

Durante dei test condotti in Russia nell'ottobre 1999, un T-90 equipaggiato con Kontakt-5 è stato colpito più volte da vari RPG, ATGM e proiettili APFSDS. I risultati hanno mostrato che il carro non poteva essere penetrato da ATGM o APFSDS, al contrario del T-80U che è stato più volte perforato.
La corazzatura ha permesso ad un T-90 colpito sette volte da RPG durante la guerra del Daghestan del 1999 di non subire danni significativi e rimanere operativo
| Zona              | Minaccia | T-90S   |
| Scafo frontale    | APFSDS   | 710 mm  |
| Scafo frontale    | HEAT     | 1070 mm |
| Torretta frontale | APFSDS   | 920 mm  |
| Torretta frontale | HEAT     | 1340 mm |

### Shtora-1
Lo Shtora-1 (russo: Штора-1, "cortina") è un sistema di protezione attiva, sviluppato dalla VNII Transmash di San Pietroburgo. Il sistema comprende:

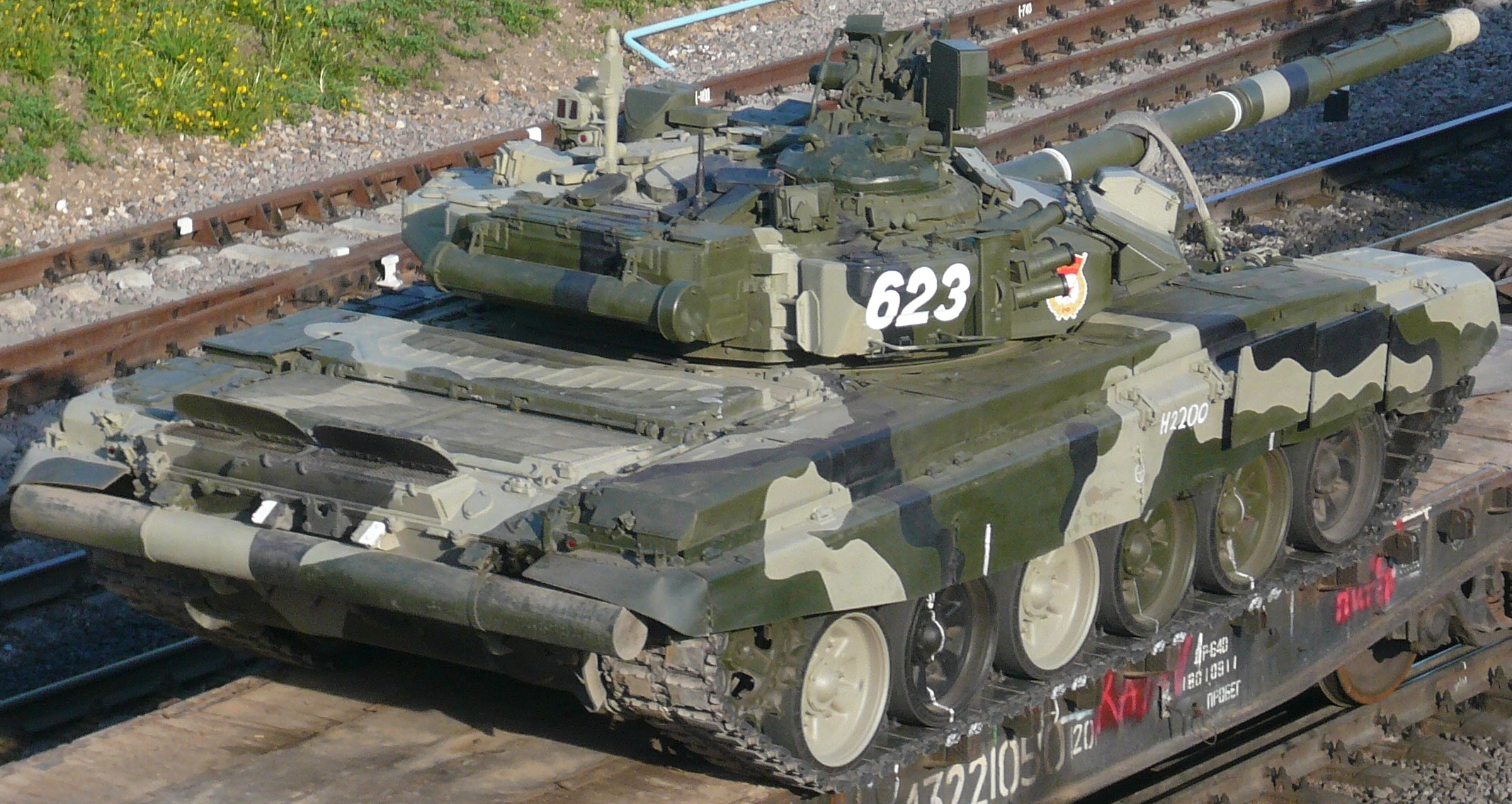
T-90 (vista laterale)

- Sistema di controllo computerizzato;
- Due gruppi di lanciafumogeni da 81 mm 3D6;
- Due disturbatori radar IR ai lati del cannone;
- Quattro sensori laser sul cielo della torretta.

Il sistema avvisa, con luci e suoni, l'equipaggio del carro quando questo è inquadrato dalla guida laser di missili, in modo da far ruotare la torretta verso la minaccia. A questo punto il missile viene disturbato, se è a guida SACLOS, con segnali falsi dai sensori OTShU-1-7 ai lati del cannone. Ulteriore difesa può essere il lancio di fumogeni che nascondono il carro per 20 secondi ai telemetri laser e ad altri sistemi di mira.
I carri T-90S indiani sono sprovvisti dello Shtora.

## Modelli
- T-90: versione base
- T-90K: versione posto comando
- T-90S: versione per esportazione del T-90, senza protezione attiva Shtora-1[23]
  - T-90S Bhishma: versione su licenza del T-90S prodotta in India[24]
  - T-90SK: versione posto comando del T-90S[25]
- T-90A: versione per l'Esercito russo con visore in torretta, motore V-92S2 e camera termica ESSA. Qualche volta questa versione è chiamata T-90 Vladimir o T-90M[26]
  - T-90SA: modello per l'esportazione del T-90A[27]
  - T-90SKA: versione comando del T-90SA;
  - T-90AM: versione aggiornata del T-90A presentata nel 2011, dotata di corazza reattiva Relikt, nuovo sistema di tiro, protezione attiva Shtora-1, un sistema APS Arena-3 ed una diversa disposizione dello scomparto munizioni.
- T-90MS Tagil: versione aggiornata del T-90S presentata nel 2011[28]
- T-90M Proryv 3: Versione presentata nel 2017 simile al T-90MS ma con molte modifiche, tra le quali: la corazza reattiva Relikt, un nuovo caricatore automatico capace di immagazzinare i nuovi proiettili APFSDS-T "Svinet-1" e "Svinet-2", nuovo cannone 2A46M-5 125mm a canna liscia, nuovo motore V-92S2 diesel da 1.000cv, e varie contromisure passive (APS) tra cui una versione migliorata dello Shtora. Secondo una stima nel 2018 400 T-90 risultavano essere disponibili per l'upgrade alla versione T-90M.[29]

### Varianti
- BREM-72: versione carro recupero;[30]
- BMR-3M: carro antimine;[31]
- IMR-2MA: veicolo da combattimento del genio;[32]
- MTU-90U: versione ponte trasportabile.[33]

## Operatori

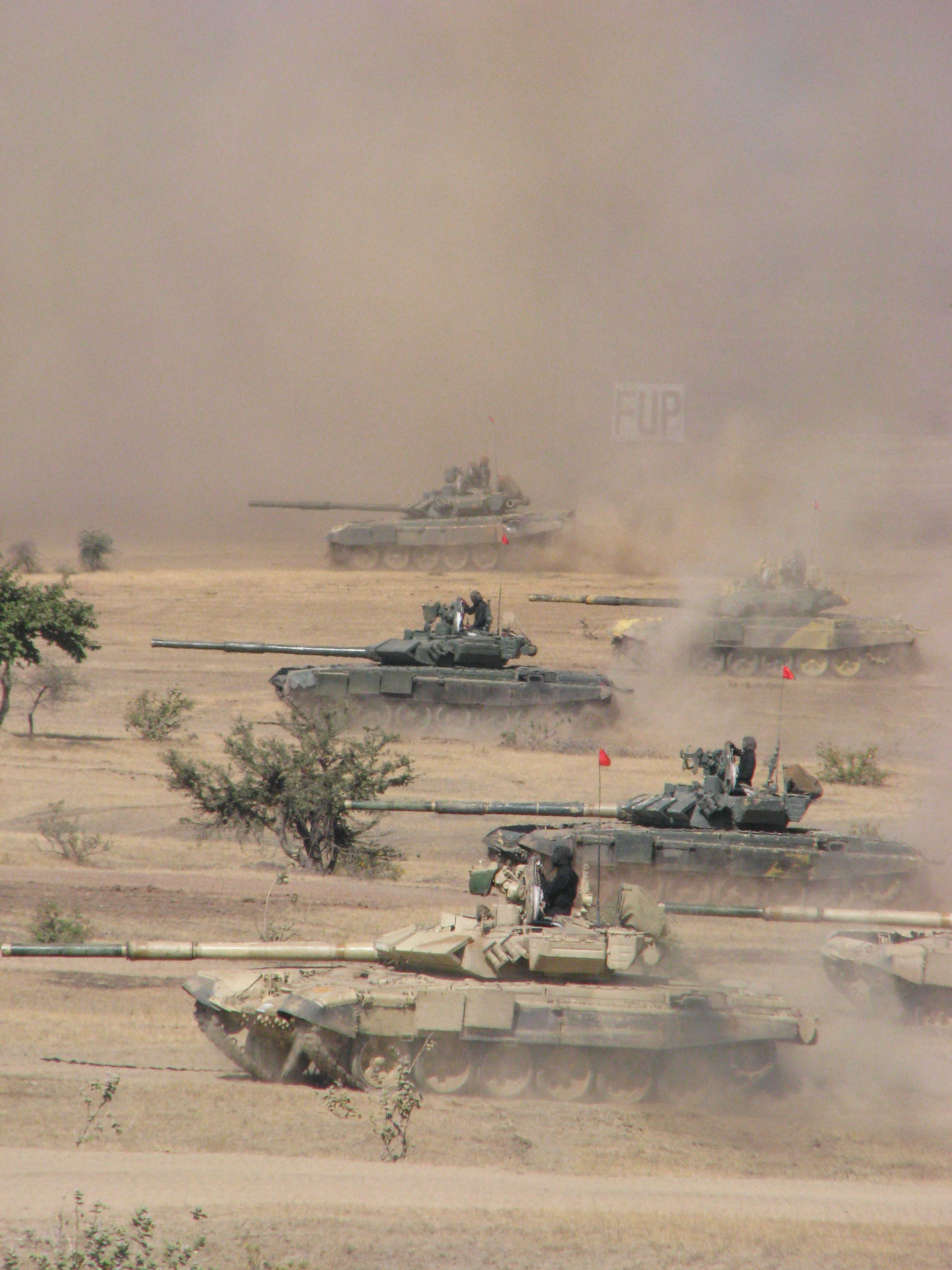
Carri T-90 indiani durante un addestramento. Da notare come i carri abbiano la corazza reattiva sulla torretta di due tipi differenti.

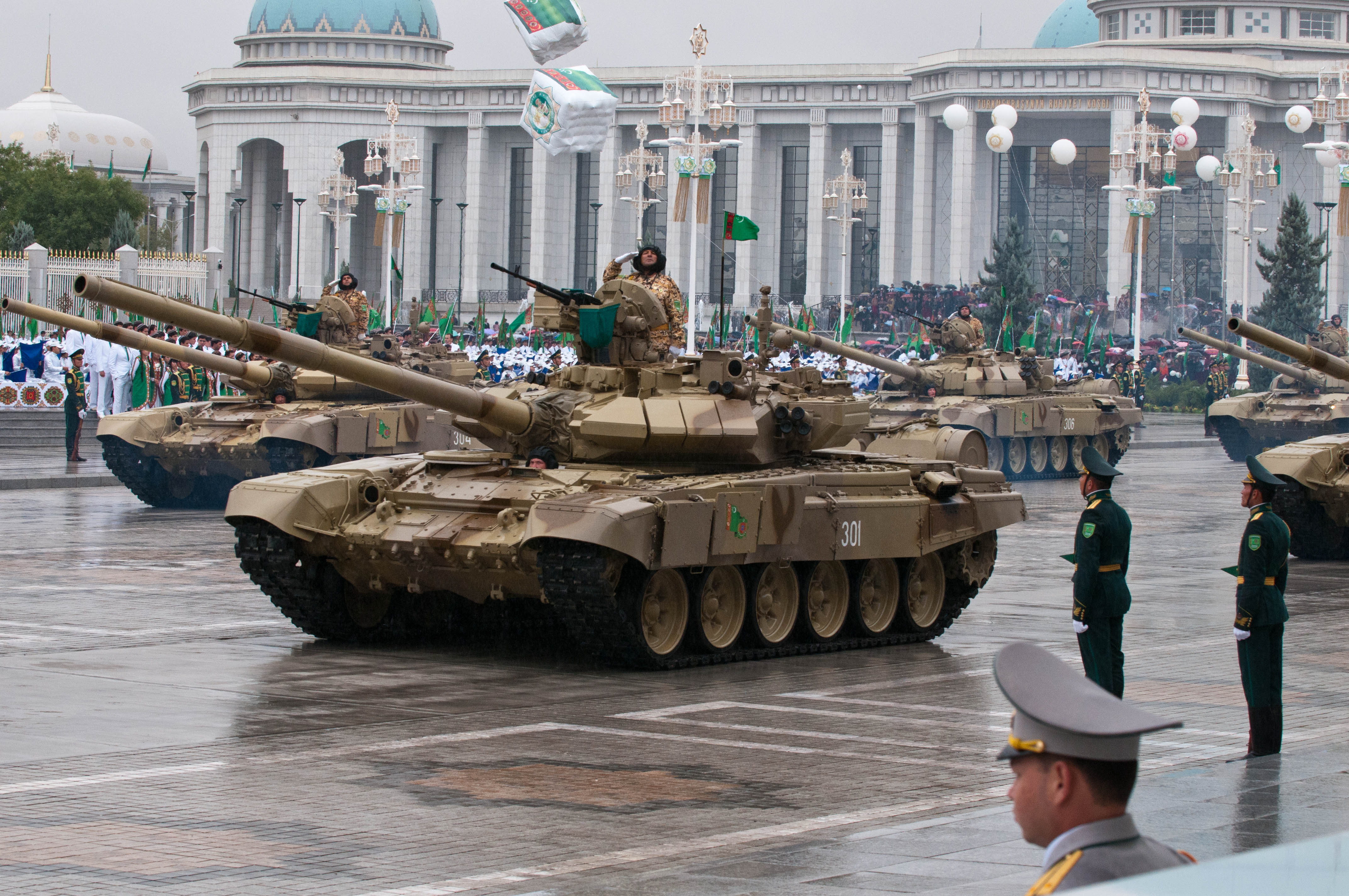
T-90 dell'esercito turkmeno

Algeria
- Esercito popolare nazionale

572 tra T-90SA e T-90MS ordinati dalla Russia tra il 2009 ed il 2015.
 Armenia
- Haykakan banak

1 T-90S ricevuto nel 2016 come premio per il secondo posto al Tank Biathlon del 2014.
 Azerbaigian
- Azərbaycan Quru Qoşunları

100 T-90S ordinati nel 2011.
 Egitto
- Al-Quwwāt al-Barriyyat al-Miṣriyya

L'Egitto ha ufficializzato l'acquisto di 500 T-90MS il 27 giugno 2020; la produzione avverrà per larga parte nel paese arabo.
 India
- Bhāratīya Thalsēnā

310 T-90S acquistati nel 2001 di cui 124 prodotti in Russia e i restanti in India, 347 T-90S acquistati nel 2007, 464 T-90MS acquistati nel 2019 da produrre localmente.
 Iraq
- Al-Quwwat al-Barriyya al-ʿIrāqiyya

73 T-90S/SK acquistati nel 2016 e consegnati a partire dal 2017.
 Kuwait
- Al-Quwwat Al-Musallahah Al-Kuwaitiyah

Nel 2019 sono stati ordinati 146 T-90MS per sostituire gli M-84
 Russia
- Forze terrestri russe

431 T-90 e T-90A nel 2007. Rispetto all'ammontare degli ordini al 2019, dei vari T-90 in servizio 160 saranno convertiti in T-90M entro il 2025. Le prime 10 unità T-90M sono state consegnate all'esercito nell'aprile 2020. 30 esemplari in servizio al 2021. Circa 350 T-90A e 100 T-90M in servizio nel 2022 e circa 200 in riserva.
- Gruppo Wagner[46]

/ Siria
- Al-Jaysh al-'Arabi al-Suri

Circa 30 consegnati dalla Russia nel 2015, almeno 40 consegnati a fine 2017.
 Turkmenistan
- Esercito del Turkmenistan

Ordinati 10 carri armati T-90S nel 2010 per circa $ 30 milioni. Successivamente è stato effettuato un ordine successivo per altri 30 carri armati.
 Uganda
- Forza di Difesa Popolare dell'Uganda

44 T-90S acquistati nel 2011.
 Vietnam
- Vietnamese People's Army

64 T-90S/SK acquistati nel 2016 e consegnati a dicembre 2018 e febbraio 2019.